# Comuna Slovenska Bistrica
Slovenska Bistrica (Občina Slovenska Bistrica) este o comună din Slovenia, cu o populație de 29.285 de locuitori (2002).

## Localități
Bojtina, Brezje pri Slovenski Bistrici, Bukovec, Cezlak, Cigonca, Devina, Dolgi Vrh, Drumlažno, Črešnjevec, Farovec, Fošt, Frajhajm, Gabernik, Gaj, Gladomes, Hošnica, Ješovec, Jurišna vas, Kalše, Kebelj, Klopce, Kočno ob Ložnici, Kočno pri Polskavi, Korplje, Kostanjevec, Kot na Pohorju, Kovača vas, Križni Vrh, Laporje, Leskovec, Levič, Lokanja vas, Lukanja, Malo Tinje, Modrič, Nadgrad, Nova Gora nad Slovensko Bistrico, Ogljenšak, Ošelj, Planina pod Šumikom, Podgrad na Pohorju, Pokoše, Pragersko, Preloge, Prepuž, Pretrež, Razgor pri Žabljeku, Rep, Ritoznoj, Sele pri Polskavi, Sevec, Slovenska Bistrica, Smrečno, Spodnja Ložnica, Spodnja Nova vas, Spodnja Polskava, Spodnje Prebukovje, Stari Log, Šentovec, Tinjska Gora, Trnovec pri Slovenski Bistrici, Turiška vas na Pohorju, Urh, Veliko Tinje, Videž, Vinarje, Visole, Vrhloga, Vrhole pri Laporju, Vrhole pri Slovenskih Konjicah, Zgornja Bistrica, Zgornja Brežnica, Zgornja Ložnica, Zgornja Nova vas, Zgornja Polskava, Zgornje Prebukovje, Šmartno na Pohorju, Žabljek